# Hybrizon flavocinctus
Hybrizon flavocinctus là một loài tò vò trong họ Ichneumonidae.